# OKK Borac
El Košarkaški klub Borac (Serbio Cirílico:  Кошаркашки клуб Бopaц), conocido como Borac Banja Luka, es un club de Baloncesto situado en Banja Luka, Bosnia y Herzegovina. Borac tiene un equipo reserva, llamado Borac Mako Print, que juega en la Segunda Liga de la República Srpska, División Occidental, en la tercera división.
El club no es afiliado a la Sociedad Deportiva Borac Banja Luka, como SKK Borac 1947.

## Historia
En 2006, el club cambió su nombre a Borac Nektar después de que el SKK Borac 1947 descendiera del Campeonato de Bosnia y Herzegovina y se retirará.
En 2020, Borac fue ascendido al Campeonato de Bosnia y Herzegovina para la temporada 2020-21. El equipo regresó a la primera división después de su última participación en la temporada 2012-13. El 15 de septiembre de 2020, el club firmó un contrato de cooperación deportiva y técnica con el KK Igokea que participa en la ABA Liga. El 13 de octubre del 2020, recibió una invitación para participar en la ABA Liga 2.

## Pabellón
Borac juega sus partidos de local en el Borik Sports Hall. El pabellón está situado en Borik Neighbourhood, Banja Luka y fue construido en 1974. Tiene una capacidad para 3.060 espectadores.
- Datos: Q98138055
- Multimedia: KK Borac Banja Luka / Q98138055